# Fengshuigou
Fengshuigou (kinesiska: 风水沟, 风水沟镇) är en köping i Kina. Den ligger i den autonoma regionen Inre Mongoliet, i den norra delen av landet, omkring 660 kilometer öster om regionhuvudstaden Hohhot. Antalet invånare är 16776. Befolkningen består av 8 133 kvinnor och 8 643 män. Barn under 15 år utgör 15,0 %, vuxna 15-64 år 77 %, och äldre över 65 år 7,0 %.
Genomsnittlig årsnederbörd är 539 millimeter. Den regnigaste månaden är juni, med i genomsnitt 132 mm nederbörd, och den torraste är januari, med 3 mm nederbörd.